# Plaridel (Misamis Occidental)
Plaridel (Bayan ng Plaridel) är en kommun i Filippinerna. Kommunen ligger på ön Mindanao, och tillhör provinsen Misamis Occidental. Folkmängden uppgår till 33 073 invånare.

## Barangayer
Plaridel är indelat i 33 barangayer.
| - Agunod - Bato - Buena Voluntad - Calaca-an - Cartagena Proper - Catarman - Cebulin - Clarin - Danao - Deboloc - Divisoria | - Eastern Looc - Ilisan - Katipunan - Kauswagan - Lao Proper - Lao Santa Cruz - Looc Proper - Mamanga Daku - Mamanga Gamay - Mangidkid - New Cartagena | - New Look - Northern Poblacion - Panalsalan - Puntod - Quirino - Santa Cruz - Southern Looc - Southern Poblacion - Tipolo - Unidos - Usocan |

## Bildgalleri

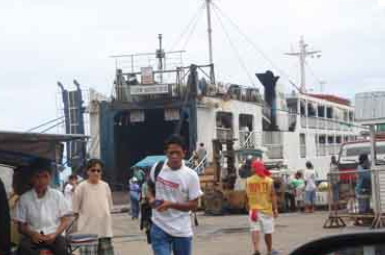